# Nini Bulterijs
Nini Bulterijs (20 novembre 1929 - 12 décembre 1989) est une pianiste, compositrice et professeure de musique classique belge.

## Biographie
Elle nait à Tamise, en Flandre orientale. Elle étudie le piano avec Jozef d'Hooghe et l'harmonie avec Yvonne van den Berghe au Conservatoire royal d'Anvers. Elle poursuit ses études de composition avec Jean Louël en cours privé et avec Jean Absil à la Chapelle musicale Reine Élisabeth. 
Après avoir terminé ses études, elle enseigne dans de petites écoles de musique à Hamme, Vilvoorde et Malines avant de prendre un poste de professeur à l'Institut Lemmens de Louvain et en 1970 au Conservatoire royal d'Anvers.  
Elle prend sa retraite de l'enseignement en 1988 et meurt en 1989 à Wilrijk,. 
Bulterijs a remporté la deuxième place au concours du Prix de Rome en 1963 et au Concours musical international Reine Élisabeth de Belgique (composition) en 1965. Elle a reçu le prix Emile Doehaerd en 1969.

## Œuvres
- Sonate, 2 violons, pianoforte, 1960
- Mouvements symphoniques, orchestre, 1960
- Concerto pour pianoforte, 1961
- Trio pour piano, viole et violoncelle, 1962[5]
- Arion (cantate, texte : B. Decorte), violon solo, chœur, orchestre, 1963
- Concerto, 2 violon, orchestre, 1964
- Symphonie, 1965
- Concerto pour violon, 1968
- Rondo, violon, pianoforte, 1972

Sa musique a été enregistrée :
- Symphonie (1965) Daniel Sternefeld / Belgian National Orchestra (+ Fontyn: Psalmus Tertius) (LP) CULTURA 5071-1 (1973)